# Улица Пограничников (Чернигов)
Улица Пограничников (до 2024 года — улица Подводника Китицына) (укр. Вулиця Прикордонників) — улица в Новозаводском районе города Чернигова, исторически сложившаяся местность (район) Масаны. Пролегает от улицы Апрельская до проспекта Мира. 
Примыкает улица Масановская.

## История
По данным местности на 1985 год, участок Апрельской улицы после примыкания улицы Галана (ныне Масановская) и ж/д линией Чернигов—Горностаевка отсутствует. Проложен несколько позже. 
Учитывая предложение Всеукраинской общественной организации «Всеукраинская ассоциация ветеранов-подводников», 23 сентября 2010 года часть Апрельской улицы была выделена в отдельную улицу Подводника Китицына — в честь выдающегося русского подводника, уроженца Чернигова Михаила Александровича Китицына, согласно Распоряжению исполнительного комитета Черниговского городского совета № 226 «Про переименование улиц и приведение в соответствие названия улицы города Чернигова» («Про перейменування вулиці та приведення у відповідність назви вулиці міста Чернігова»).
С целью проведения политики очищения городского пространства от топонимов, которые возвеличивают, увековечивают, пропагандируют или символизируют Российскую Федерацию и Республику Беларусь, 10 июля 2024 года улица получила современное название — из-за расположенности возле Черниговского пограничного отряда, согласно Решению Черниговского городского совета № 41/VIII-7 «Про переименование улиц в городе Чернигове» («Про перейменування вулиць у місті Чернігові»).

## Застройка
Улица тянется в северном, затем восточном направлении, где по эстакаде пересекает ж/д линию Чернигов—Горностаевка. Все дома новой улицы сохранили нумерацию Апрельской улицы, военная часть осталась с прежним адресом по Апрельской улице. Большая часть улицы пролегает вдоль административной границы Черниговского горсовета с Черниговским районом. 
Улица частично застроена, занята промышленными и коммунальными предприятиями, базами снабжения, автотранспортными предприятиями. Непарная сторона конца улицы (после пересечения ж/д линии) занимает территория предприятия «Черниговавтодеталь» — «Черниговский автозавод». 
Учреждения:
1. дом № 19 — отдельный пост государственной пожарной охраны Новозаводского района
2. дом № 20 — ФПБП «Вимал» БК «Вималспецбуд»
3. дом № 21 — картинг-центр

Мемориальные доски:
1. дом № 15 А — Михаилу Александровичу Китицыну — комментарий прежнего именования улицы (доска 22 апреля 2011 года)[5]